# LUNO
『LUNO』（ルノ）は、冬目景による漫画。2002年に『月刊少年ガンガン』で連載された。
冬目の初の外国物であり、純和風をイメージして作品を書き続けてきた中での異色の作品とも言える。死者を蘇らせる能力を持った民族の生き残りの少女とごく普通の少年の話で、テーマは、“死”。単行本第1巻の巻末あとがきには、いずれ続きを描く予定であることが窺える予告があったが、新装版あとがきにより1巻のみで完結が告知された。

## 登場人物
ティート
ブロンドの髪に青い瞳を持つ、眼鏡をかけた少年。母と2人暮らしをしており、たびたびお使いを頼まれている。戦争で父親を亡くした。
ジータ・ロンベルティ
黒髪に緑の瞳を持つ少女。2年前に死んだ両親が残した言葉を頼りに、少年の格好をして旅から旅を続けている。特殊な鉱石がはめ込まれた懐中時計を持っている。
モルト・カジェロ
モザの民。教団モザリスを率いる、40歳前後と思われる男性。アルゴスほどの能力は持っていない。30年前に死亡したが、アルゴスの手によって再生した。
アルゴス
モザの民。第一級の能力を持つ、年老いた男性。リゼッタを愛していた。
リゼッタ
モザの民。ジータの祖母である。普通の人間として生きる決意をし、島を離れる。娘と娘婿をモルトに殺される。

## 用語
モザの民
死んだ人間を生き返らせる能力を持つ。生き返った人間は歳をとる事もなく、時が止まったように生き続ける。大陸の侵攻を受け、リゼッタとモルト、アルゴスの3人以外は滅びた。
鉱石
モザの能力を最大限に引き出すための鉱石。その力は満月の夜に最大となり、新月の夜に最小となる。
モザリス
モルトが率いる教団。政経界の実力者を多数信者に持ち、莫大な資本と権力を背景にある研究を進めている。

## 単行本
- 冬目景 『LUNO』 エニックス 〈ガンガンコミックスデラックス〉 2003年3月22日初版発行（2月22日発売）、全1巻 ISBN 4-7575-0882-4 - 初版はポストカード付き
  - （新装版）講談社 講談社コミッククリエイト 〈KCDX〉 2016年4月22日第1刷発行（同日発売）、全1巻 ISBN 978-4-06-377457-3